# Parti des Égyptiens libres
 (février 2012).
Si vous disposez d'ouvrages ou d'articles de référence ou si vous connaissez des sites web de qualité traitant du thème abordé ici, merci de compléter l'article en donnant les références utiles à sa vérifiabilité et en les liant à la section « Notes et références ».
Le Parti des Égyptiens libres (حزب المصريين الأحرار, al-Ḥizb al-Maṣrīyīn al-aḥrār) est un parti politique égyptien fondé en 2011. Il est la vitrine politique des Égyptiens libéraux et des non-musulmans.
Le Parti des Égyptiens libres est fondé par l’homme d’affaires Naguib Sawiris pour contrer les Frères musulmans et leur Parti Liberté et Justice.
Il est membre fondateur du Réseau libéral Al Hurriya.